# Juan José Imbroda Ortiz
Juan José Imbroda Ortiz (Melilla, 24 de juny de 1944) és un polític  espanyol del Partit Popular, va ser President de la Ciutat Autònoma de Melilla des de juliol de 2000 fins al juny del 2019 i  Senador per aquesta circumscripció actualment des de l'any 2000. És germà de l'entrenador de bàsquet Javier Imbroda.
Elegit en les llistes de la Unió de Centre Democràtic va ser primer tinent d'alcalde i portaveu a l'Ajuntament de Melilla entre 1979 i 1983. Després de la fundació el 1985 de la Unió del Poble De Melilla, és elegit regidor per aquest partit a les eleccions municipals de 1987. Després de l'aprovació del  Estatut d'Autonomia de Melilla, va ser elegit diputat de la Assemblea de Melilla en 1995 i 1999.
L'any 2000 passa a ser President de la Ciutat Autònoma de Melilla després a una moció de censura presentada pel seu partit, en aquell moment la Unió del Poble De Melilla, al costat del Partit Popular i el PSOE, contra el llavors president Mustafà Aberchán, del partit Coalició per Melilla. Aquest mateix any va ser triat  senador per la coalició entre el seu partit localista, la Unió del Poble De Melilla, i el Partit Popular. Cap de llista per idèntica coalició a 2003, va ser reelegit president amb majoria absoluta.
El 2003 el seu partit, la Unió del Poble De Melilla, es va integrar definitivament en el Partit Popular de Melilla del qual és president des de llavors.
Des de l'any 2003 fins al 2011 va guanyar les eleccions a la Assemblea de Melilla amb majoria absoluta, fins que a les eleccions a l'Assemblea de Melilla de 2015 va perdre la majoria absoluta i es va veure obligat a pactar amb el Partit Populars en Llibertat que acabaria finalment sent absorbit pel mateix Partit Popular de Melilla.
Al febrer de 2014 es produeixen importants entrades d'immigrants subsaharians saltant la tanca fronterera de Melilla. Com a resultat, entren a la ciutat autònoma un total de 150 immigrants que van ser traslladats fins al CETI (Centre d'Estada Temporal d'Immigrants). L'operació de la Guàrdia Civil a la frontera va rebre nombroses crítiques pel fet que els immigrants van ser rebuts amb trets de boles de goma i que molts van ser expulsats de forma sumària. Imbroda va sortir en defensa de l'actuació de la Guàrdia Civil i va demanar que es canviés la llei d'estrangeria. Les seves declaracions van ser font de polèmica: "Si la Guàrdia Civil no pot actuar posem hostesses a la frontera com a comitè de rebuda".